# ARFU Asian Rugby Championship 1972
Die ARFU Asian Rugby Championship 1972 war ein Wettbewerb für asiatische Nationalmannschaften in der Sportart Rugby Union. Es handelte sich um die dritte Ausgabe der vom Verband Asian Rugby Football Union (ARFU) organisierten Rugby-Union-Asienmeisterschaft. Beteiligt waren sieben Mannschaften, die vom 4. bis 11. November an einem Turnier in Hongkong in zwei Gruppen gegeneinander antraten. Nach dem Finale stand Japan zum dritten Mal als Asienmeister fest.

## Vorrunde

### Gruppe A
|    | Land      | Spiele | Siege | Unent. | Ndlg. | Spiel- punkte | Diff. | Tabellen- punkte |
| -- | --------- | ------ | ----- | ------ | ----- | ------------- | ----- | ---------------- |
| 1. | Japan     | 3      | 3     | 0      | 0     | 151:4         | + 147 | 6                |
| 2. | Singapur  | 3      | 2     | 0      | 1     | 39:79         | − 40  | 4                |
| 3. | Sri Lanka | 3      | 1     | 0      | 2     | 29:69         | − 40  | 2                |
| 4. | Malaysia  | 3      | 0     | 0      | 3     | 22:89         | − 67  | 0                |

| 4. November 1972 | Japan | 60 : 4 | Singapur | Hong Kong Stadium, Hongkong |
| 4. November 1972 |       |        |          | Hong Kong Stadium, Hongkong |

| 4. November 1972 | Sri Lanka | 23 : 9 | Malaysia | Hong Kong Stadium, Hongkong |
| 4. November 1972 |           |        |          | Hong Kong Stadium, Hongkong |

| 6. November 1972 | Singapur | 26 : 13 | Malaysia | Hong Kong Stadium, Hongkong |
| 6. November 1972 |          |         |          | Hong Kong Stadium, Hongkong |

| 6. November 1972 | Japan | 51 : 0 | Sri Lanka | Hong Kong Stadium, Hongkong |
| 6. November 1972 |       |        |           | Hong Kong Stadium, Hongkong |

| 8. November 1972 | Japan | 40 : 0 | Malaysia | Hong Kong Stadium, Hongkong |
| 8. November 1972 |       |        |          | Hong Kong Stadium, Hongkong |

| 8. November 1972 | Singapur | 9 : 6 | Sri Lanka | Hong Kong Stadium, Hongkong |
| 8. November 1972 |          |       |           | Hong Kong Stadium, Hongkong |

### Gruppe B
|    | Land     | Spiele | Siege | Unent. | Ndlg. | Spiel- punkte | Diff. | Tabellen- punkte |
| -- | -------- | ------ | ----- | ------ | ----- | ------------- | ----- | ---------------- |
| 1. | Hongkong | 2      | 2     | 0      | 0     | 35:6          | + 29  | 4                |
| 2. | Thailand | 2      | 1     | 0      | 1     | 13:29         | − 16  | 2                |
| 3. | Südkorea | 2      | 0     | 0      | 2     | 18:31         | − 13  | 0                |

| 5. November 1972 | Südkorea | 12 : 13 | Thailand | Hong Kong Stadium, Hongkong |
| 5. November 1972 |          |         |          | Hong Kong Stadium, Hongkong |

| 7. November 1972 | Hongkong | 18 : 6 | Südkorea | Hong Kong Stadium, Hongkong |
| 7. November 1972 |          |        |          | Hong Kong Stadium, Hongkong |

| 9. November 1972 | Hongkong | 17 : 0 | Thailand | Hong Kong Stadium, Hongkong |
| 9. November 1972 |          |        |          | Hong Kong Stadium, Hongkong |

## Platzierungsspiele

### Spiel um Platz 5
| 10. November 1972 | Südkorea | 37 : 0 | Sri Lanka | Hong Kong Stadium, Hongkong |
| 10. November 1972 |          |        |           | Hong Kong Stadium, Hongkong |

### Spiel um Platz 3
| 11. November 1972 | Singapur | 3 : 26 | Thailand | Hong Kong Stadium, Hongkong |
| 11. November 1972 |          |        |          | Hong Kong Stadium, Hongkong |

### Finale
| 11. November 1972 19:30 HKT | Japan                                                                 | 16 : 0        | Hongkong | Hong Kong Stadium, Hongkong Schiedsrichter: W. Ho Yoon (Südkorea) |
| 11. November 1972 19:30 HKT | Versuche: Itō Murata Erhöhungen: Yamaguchi Straftritte: Yamaguchi (2) | (3:0) Bericht |          | Hong Kong Stadium, Hongkong Schiedsrichter: W. Ho Yoon (Südkorea) |